# Withania kweichouensis
Withania kweichouensis är en potatisväxtart som först beskrevs av K.Z. Kuang och A.M. Lu, och fick sitt nu gällande namn av A.T. Hunziker. Withania kweichouensis ingår i släktet Withania och familjen potatisväxter. Inga underarter finns listade i Catalogue of Life.